# Route nationale 640 (Italie)
Pour les articles homonymes, voir Route 640.
La route nationale 640 Strada degli Scrittori (SS 640), également connue à tort sous le nom de voie express Agrigento-Caltanissetta, anciennement route nationale 640 de Porto Empedocle jusqu'en 2016, est une route nationale italienne qui relie Porto Empedocle à la jonction de Caltanissetta sur l'autoroute A19, en Sicile.

## Histoire

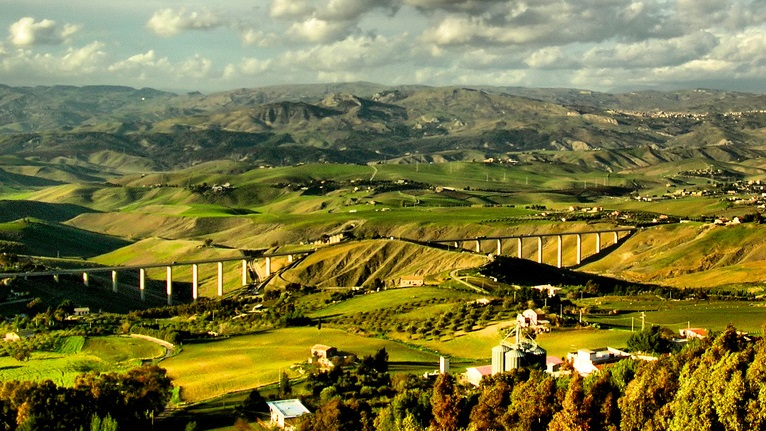
Paysage au nord de Caltanissetta. La photo montre les viaducs San Giuliano (à gauche) et La Spia (à droite) de la route nationale 640.

Construite entre la fin des années soixante et le début des années soixante-dix par les administrations provinciales d'Agrigente et de Caltanissetta, elle est classée en 1973 comme route nationale 640 de Porto Empedocle avec les pierres angulaires de l'itinéraire suivant : « Porto Empedocle - carrefour pour Agrigente - carrefour pour Canicattì - jonction avec la route nationale 122 pour Caltanissetta dans le quartier Palmitelli - jonction avec la route nationale 122 bis dans le quartier Abbazia Santuzza » ; elle fut longtemps signalée comme une voie rapide, malgré la présence d'intersections.
Depuis la fin des années 2000, elle fait l'objet d'importants travaux visant à la transformer en la principale route extra-urbaine du sud de la Sicile. À la suite de la rénovation de la partie initiale de l'itinéraire, entre Porto Empedocle et Agrigente, d'une longueur d'environ 10 kilomètres ; la route change de nom en 2016.

### Variation du point zéro
Le tracé d'origine s'étale sur 65,340 km du centre de Porto Empedocle à l'intersection avec la route nationale 122 bis dans la localité d'Abbazia Santuzza, au nord de Caltanissetta, où elle s'achevait sur le raccord autoroutier de Caltanissetta.
En 1989, avec la suppression du raccord, celui-ci est intégré à la SS 640, faisant en sorte que son itinéraire se termine à l'échangeur d'Imera, à l'intersection avec la route nationale 626 et, par conséquent, le point zéro final est déplacé à l'embranchement de l'A19 Palerme -Catane du château de Caltanissetta à la gare d'Imera, le tracé atteignant 72 570 kilomètres. En 2012, une nouvelle révision de l'indice de référence du point zéro augmente le tracé à 74,500 km à la bretelle Caltanissetta de l'autoroute A19, puisque le dernier tronçon de l'ancienne bretelle (de la jonction Imera à l'autoroute, qui entre-temps avait été provisoirement classée nouvelle route ANAS 347 de la gare Imera) fut définitivement intégré au tracé de la SS 640.
Courant 2014, le point zéro initial est également déplacé vers la banlieue de Porto Empedocle, raccourcissant le tracé de 0,550 km.

### Les meurtres des juges Saetta et Livatino
La route fut le théâtre des meurtres des juges Antonino Saetta (en), en 1988, et Rosario Livatino, en 1990. Saetta est assassiné de la main de Cosa nostra le 25 septembre 1988 dans la localité de Giulfo (Caltanissetta), lors de son retour à Palerme ; Livatino est tué deux ans plus tard aux mains d'un groupe opposé à la Cosa nostra, la « Stidda Agrigentina », le 21 septembre 1990, dans le quartier de Gasena (Agrigente), alors qu'il se rendait à Agrigente. Dans les lieux où ont eu lieu les meurtres, deux pierres funéraires ont été érigées à la mémoire des magistrats.
En 2011, le maire de Canicattì Vincenzo Corbo propose de nommer la route en hommage aux juges Saetta et Livatino, mais ce vœu ne sera pas réalisé. Cependant, deux viaducs portent le nom des deux magistrats, construits dans le cadre des travaux de modernisation de la route, situés à proximité des lieux où les deux meurtres ont respectivement eu lieu. La cérémonie de baptême du viaduc « Giudice Livatino », anciennement appelé « Gasena », a lieu le 21 septembre 2016, à l'occasion du vingt-sixième anniversaire de la mort de Livatino; le viaduc « Giudice Saetta » (connu pendant les phases de construction sous le nom de viaduc Giulfo) est nommé et ouvert à la circulation lors d'une cérémonie le 25 septembre 2017, vingt-neuf ans jour pour jour après le meurtre de Saetta.

### «La route des écrivains»

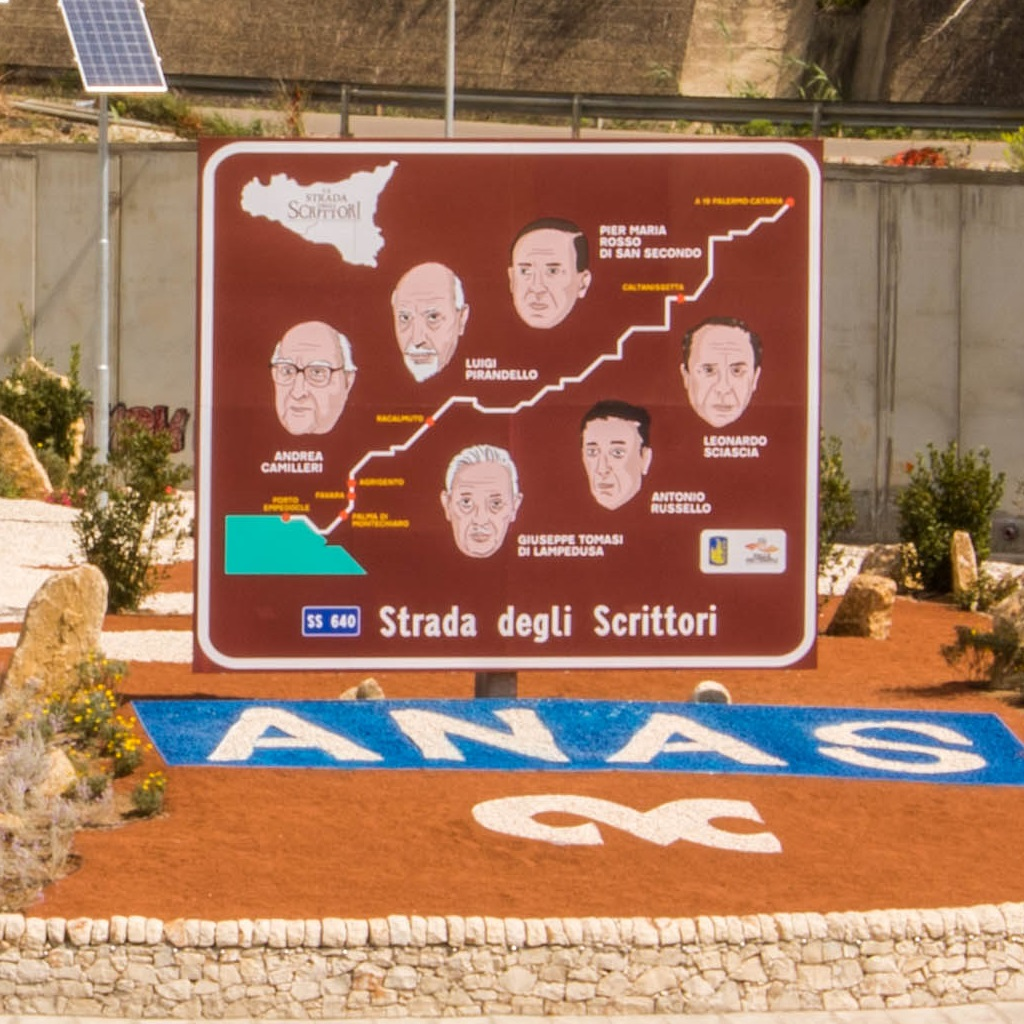
Panneau routier touristique sur le rond-point de San Pietro (près d'Agrigente), sur lequel sont représentés les visages stylisés des écrivains auxquels la route est dédiée : en haut à partir de la gauche Camilleri, Pirandello, Rosso di San Secondo ; ci-dessous à partir de la gauche Tomasi di Lampedusa, Russello, Sciascia.

En 2013 à Racalmuto, en présence du ministre du Patrimoine culturel Massimo Bray, du président de l'Assemblée régionale sicilienne Giovanni Ardizzone et d'autres autorités politiques régionales, un protocole d'accord est signé (après la proposition de Felice Cavallaro, journaliste du Corriere della Sera), pour dédier un itinéraire culturel, appelé Strada degli Scrittori (« La route des écrivains » en français), à Luigi Pirandello, Leonardo Sciascia et Andrea Camilleri, importants écrivains contemporains nés et ayant vécu dans la région d'Agrigente.
En 2015, le maire d'Agrigente Lillo Firetto, en sa qualité de président du district touristique de la vallée des Temples, demande à la direction régionale de l'ANAS de Sicile un renommage de la route nationale 640 en Strada degli Scrittori, car les travaux de modernisation permettront « la création d'un itinéraire touristique d'un extraordinaire intérêt naturaliste et culturel, qui coïncide précisément avec la Strada degli Scrittori »; de cette façon, en plus des trois écrivains déjà mentionnés, l'itinéraire pourra s'étendre à d'autres écrivains de la région, dont Pier Maria Rosso di San Secondo (en) et Antonio Russello (it), mais aussi Giuseppe Tomasi di Lampedusa, qui a inclus des références à Agrigente dans son livre Le Guépard.
En février 2016, à l'occasion de l'attribution de la citoyenneté d'honneur d'Agrigente à Andrea Camilleri, le président de l'ANAS Gianni Vittorio Armani annonce que le changement de nom aura lieu au cours de l'été suivant ; il annonce également que les carrefours routiers seront également dédiés à divers thèmes, auteurs ou personnages de la littérature ou du théâtre des écrivains siciliens auxquels la route sera dédiée.
Déjà le 1er juin suivant, dans un communiqué de presse de l'ANAS, l'artère était désignée comme « route nationale 640 des Écrivains »; dans le même temps, la dénomination est également modifiée sur le site Web de l'ANAS, et la mention « 640 - strada degli Scrittori (anciennement di Porto Empedocle) » est apparue dans le dossier faisant référence à la route ;  le libellé « di Porto Empedocle » sera attribué à la SS 115 ter.

## Itinéraire

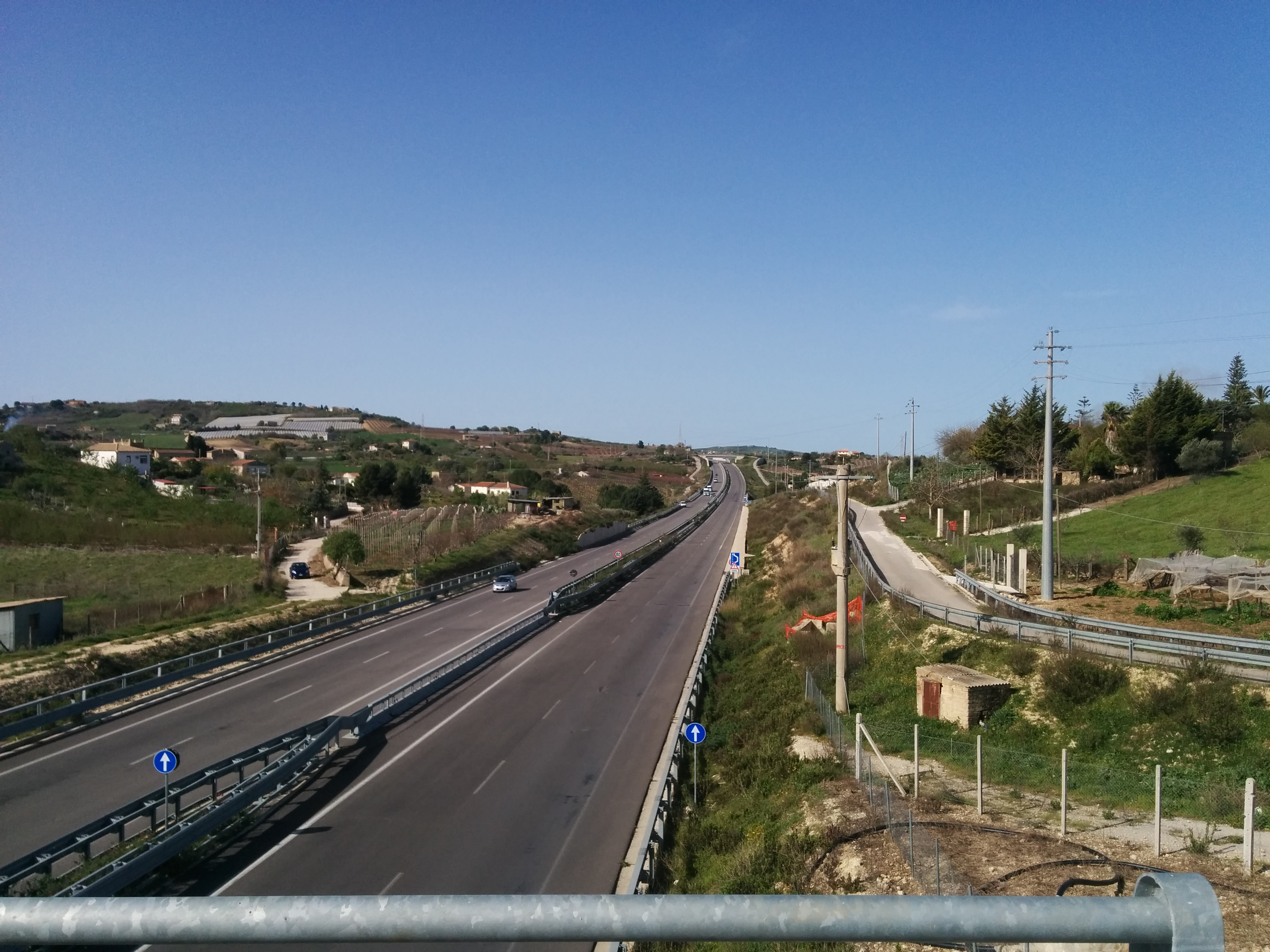
La route nationale 640 dans les environs de Cannemaschi (Canicattì).

La route est l'un des principaux axes routiers régionaux et la principale voie de communication entre Agrigente et Caltanissetta. Celle-ci remplace la route nationale 122 par un itinéraire plus court sans passages urbains, auquel elle est reliée via divers carrefours. La route dessert les municipalités de Porto Empedocle, Agrigento, Favara, Racalmuto, Canicattì, San Cataldo et Caltanissetta ; une bretelle à raccordement rapide permet la connexion avec la SS 626 et Pietraperzia.

### Parcours
Sur fond coloré les tronçons concernés par les travaux de modernisation du second lot :
- sur un fond bleu clair les tronçons déjà modernisés ;
- sur fond ocre les tronçons non encore modernisés.

| Strada degli Scrittori | |      |          |                  |
| Type                   | Indication                                                                                             | km   | Province | Route européenne |
|                        | Porto Empedocle Linosa, Lampedusa                                                                      | 0,0  | AG       | -                |
|                        | Axe routier de Porto Empedocle Zone industrielle                                                       | 1,3  | AG       | -                |
|                        | Sud Occidentale Sicula (direction Trapani)                                                             | 2,9  | AG       |                  |
|                        | San Leone                                                                                              | 5,3  | AG       |                  |
|                        | Rond point Giunone Sud Occidentale Sicula (direction Syracuse) Agrigente Vallée des Temples, Villaseta | 6,6  | AG       |                  |
|                        | Favara - Villaggio Mosè Bivio Crocca, Palma di Montechiaro                                             | 7,9  | AG       | -                |
|                        | Rond point San Pietro Agrigente, Favara                                                                | 9,8  | AG       | -                |
|                        | Début de la route principale extra-urbaine                                                             | 9,8  | AG       | -                |
|                        | Station service Uniquement en direction de l'A19                                                       | 10,0 | AG       | -                |
|                        | Petrusa Favara, Agrigente nord (Quadrivio Spinasanta, Fontanelle)                                      | 10,9 | AG       | -                |
|                        | Viaduc Rosario Livatino (520 m)                                                                        | 12,5 | AG       | -                |
|                        | Caldare Aragona, Favara, Agrigente nord (Fontanelle)                                                   | 16,2 | AG       | -                |
|                        | Scintilia Favara                                                                                       | 19,0 | AG       | -                |
|                        | Noce Grotte                                                                                            | 23,2 | AG       | -                |
|                        | Colmitella Castrofilippo, Racalmuto                                                                    | 25,3 | AG       | -                |
|                        | Aquilata (ex SS 640) Castrofilippo, Canicattì sud Racalmuto                                            | 28,5 | AG       | -                |
|                        | Viaduc Serra Cazzola (980 m)                                                                           | 29,1 | AG       | -                |
|                        | Vecchia Dama (ex SS 640) Castrofilippo, Canicattì sud                                                  | 32,6 | AG       | -                |
|                        | Cannemaschi Canicattì nord, Serradifalco                                                               | 37,2 | AG       | -                |
|                        | Station service Uniquement vers l'A19                                                                  | 39,1 | CL       | -                |
|                        | Serradifalco Serradifalco, Delia                                                                       | 42,4 | CL       | -                |
|                        | Viaduc Giudice Saetta (800 m)                                                                          | 44,1 | CL       | -                |
|                        | Delia-Sommatino Caltanissetta-Delia                                                                    | 48,7 | CL       | -                |
|                        | Fin de tronçon à double voie                                                                           | 57,4 | CL       | -                |
|                        | Caltanissetta sud carrefour Minichelli-Favarella, San Cataldo                                          | 57,4 | CL       | -                |
|                        | Raccordo di Pietraperzia                                                                               | 59,0 | CL       | -                |
|                        | Caltanissetta San Cataldo                                                                              | 61,0 | CL       | -                |
|                        | Début du tronçon à double voie                                                                         | 65,0 | CL       | -                |
|                        | Caltanissetta nord Agrigentina gare de Caltanissetta Xirbi, Santa Caterina Villarmosa                  | 65,0 | CL       | -                |
|                        | Station service Uniquement en direction de l'A19                                                       | 67,6 | CL       | -                |
|                        | Fin du tronçon à double voie                                                                           | 71,0 | CL       | -                |
|                        | Imera della Valle del Salso Caltanissetta sud, Gela                                                    | 72,6 | CL       | -                |
|                        | Palerme-Catane                                                                                         | 74,5 | EN       | -                |

## Travaux en cours
La route fait actuellement l'objet d'importants travaux de modernisation qui la transformeront en voie principale extra-urbaine. À la fin des travaux, elle sera constituée de deux chaussées séparées, avec 2 voies dans chaque sens de circulation plus une voie de secours, sans intersections. Les travaux sont divisés en deux importants lots : le premier, correspondant au tronçon Agrigente, est achevé en 2017 ; le second, dans la zone de Caltanissetta, est achevé à 75% en septembre 2017 et aurait dû être achevé d'ici 2018, mais en raison de la crise de l'entreprise contractante, le CMC di Ravenna, les travaux ont brutalement ralenti pour finalement être bloqués fin 2018 Ceux-ci redémarrent plus d'un an plus tard, en décembre 2019, grâce à la cession des travaux aux sociétés créancières contre la CMC, regroupées au sein du « Consorzio Italia ».
D'après le ministre délégué des Infrastructures et des Transports Giancarlo Cancelleri, les travaux seront achevés d'ici la fin de 2022 grâce à la construction du tunnel de Caltanissetta (it). Cependant, de nouveaux retards amènent l'inauguration des travaux à 2023.

### D'Agrigente à Canicattì

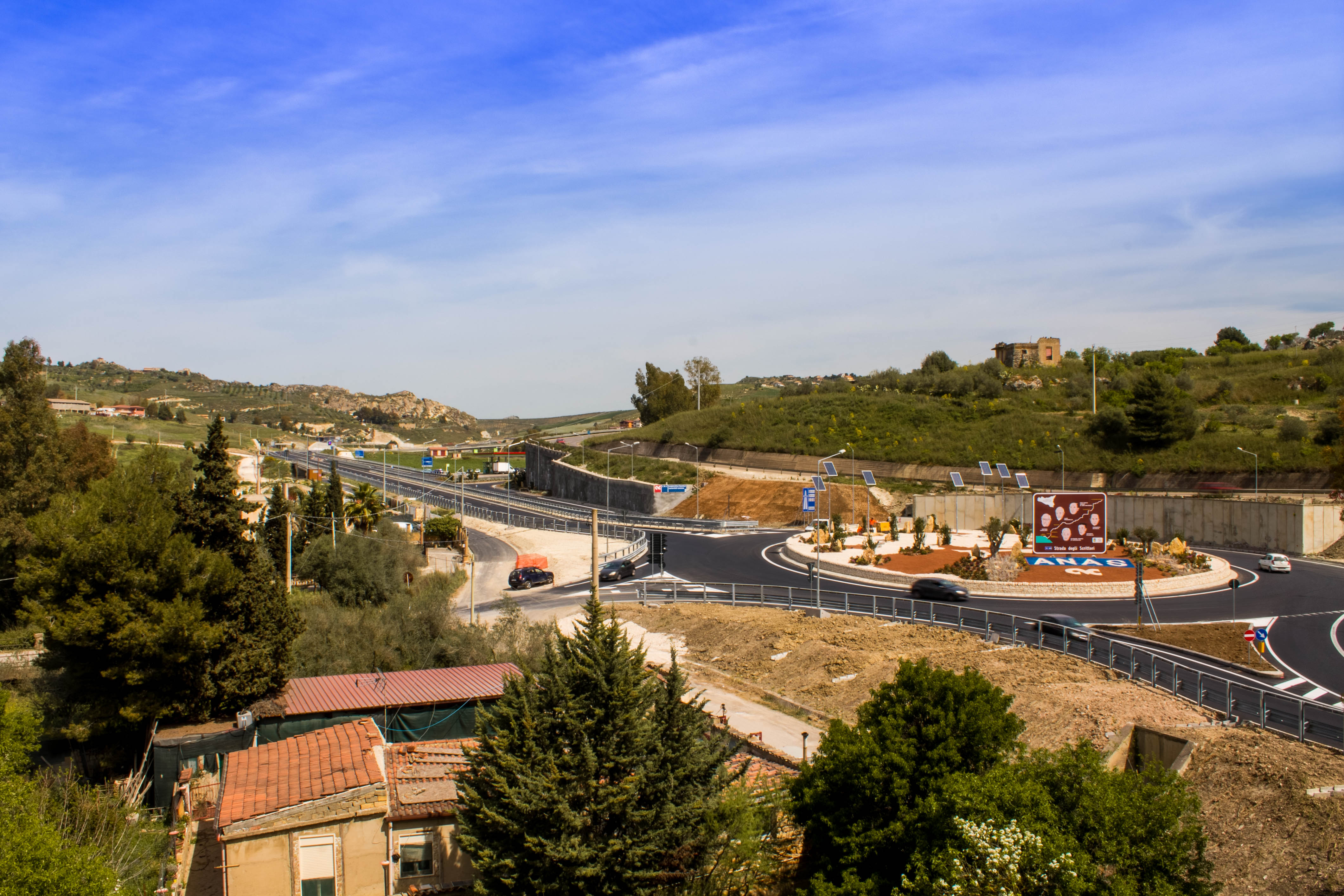
Début du tronçon à deux voies au rond-point de San Pietro (Agrigente).

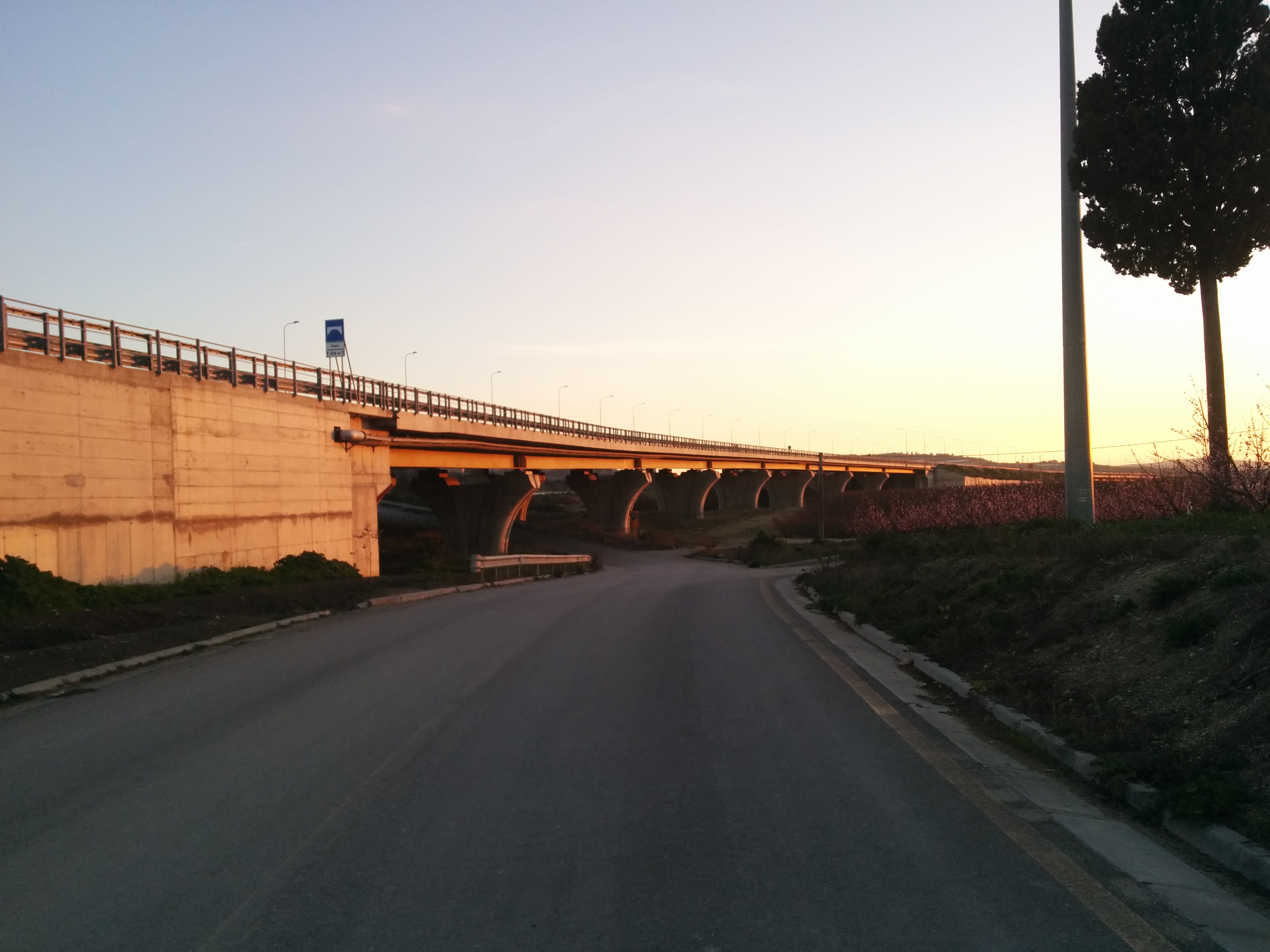
Le viaduc Fazio vue du réseau routier local.

Le doublement du premier lot (du km 9+800 au km 44+400), entre la jonction avec la Strada provinciale 80 (Agrigente) et la contrade de Grottarossa (Canicattì) est approuvée par le CIPE avec la résolution numéro 156 du 2 décembre 2005, attribuant un peu moins de 595 millions d'euros. Le projet final prévoyait la construction de vingt viaducs, trois tunnels artificiels et huit jonctions, dont deux nouvellement construites et six adaptées à celles existantes. Le nouveau tracé suit le tracé préexistant sur la majeure partie de son itinéraire, à quelques exceptions près ; parmi ceux-ci se trouve la variante entre les embranchements « Aquilata » (Castrofilippo) et « Vecchia Dama » (Canicattì), qui comprend le nouveau viaduc Serra Cazzola (it), construit au nord de l'ancien tracé.
Les travaux débutent le 9 mars 2009, avec la cérémonie de pose de la première pierre. Au cours des premières années, les travaux progressent rapidement, à tel point que le premier tronçon modernisé – trois kilomètres entre les territoires d'Agrigente et de Favara, le long du ruisseau San Biagio – est ouvert à la circulation dès le 10 novembre 2011. Le 16 avril 2012, sept kilomètres sont inaugurés entre les localités de Vecchia Dama et Grottarossa, dans la région de Canicattì. Le 19 juin suivant, c'est au tour d'un tronçon de trois kilomètres entre les carrefours Colmitella et Aquilata, dans la région de Racalmuto, tandis que le 30 juillet, avec l'ouverture du carrefour Scintilia, quatre autres kilomètres sont ouverts dans le territoire de Favara. En additionnant d'autres inaugurations de tronçons mineurs intervenus au premier semestre de l'année, 22 km de voie sur un total de 31 ont été ouverts et praticables au 28 août 2012, et selon un communiqué de presse de l'entreprise générale, l'avancement des travaux sur le premier grand lot est de 80% ; ces conditions favorables ont conduit l'entreprise à supposer que les travaux pourront être achevés d'ici fin 2012, conformément aux délais préétablis.
Cependant, une suspension d'une durée de septembre 2012 à février 2013 provoque le report de l'ouverture de nouveaux tronçons : la grande variante entre les sorties Aquilata et Vecchia Dama, qui comprend également le viaduc Serra Cazzola, est inaugurée le 3 décembre 2013. En raison de nouveaux retards, les dates d'ouverture des tronçons restants (d'environ 1,5 km dans le quartier de Petrusa, à Agrigente, et d'environ 2 km dans le quartier de Noce, à Racalmuto) subissent des reports répétés ; le tronçon du quartier de Petrusa est ouvert à la circulation, bien que provisoirement, le 30 décembre 2016 tandis que le second est inauguré le 28 mars 2017, lors de l'inauguration de l'ensemble du lot en présence du ministre des Infrastructures Graziano Delrio et du ministre des Affaires étrangères Angelino Alfano, qui ont acté la conclusion définitive des travaux plus de huit ans après le début de ceux-ci.

### De Canicattì à la jonction avec l'A19

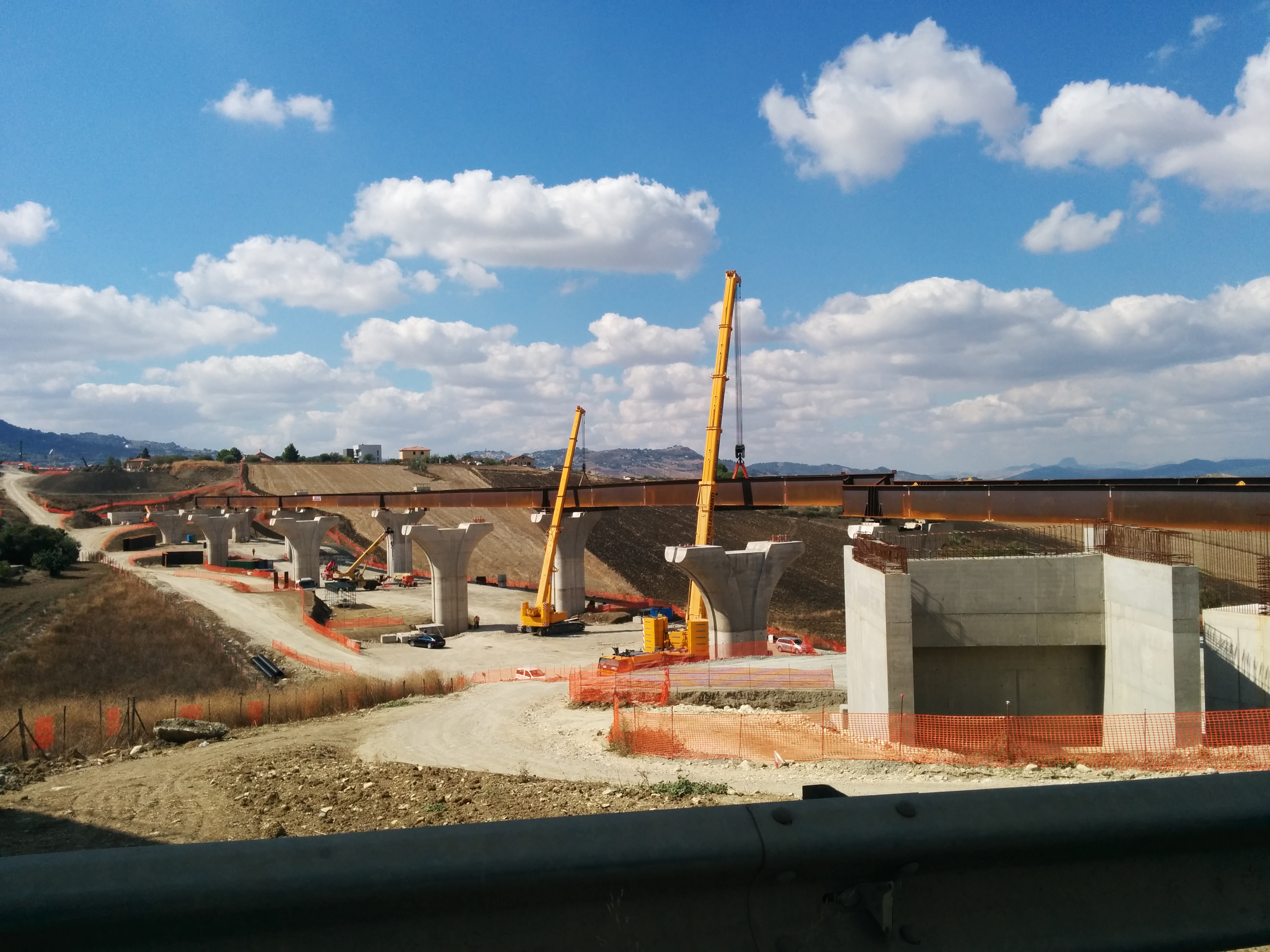
Le viaduc Busita III en construction près de la sortie Caltanissetta Nord (septembre 2014).

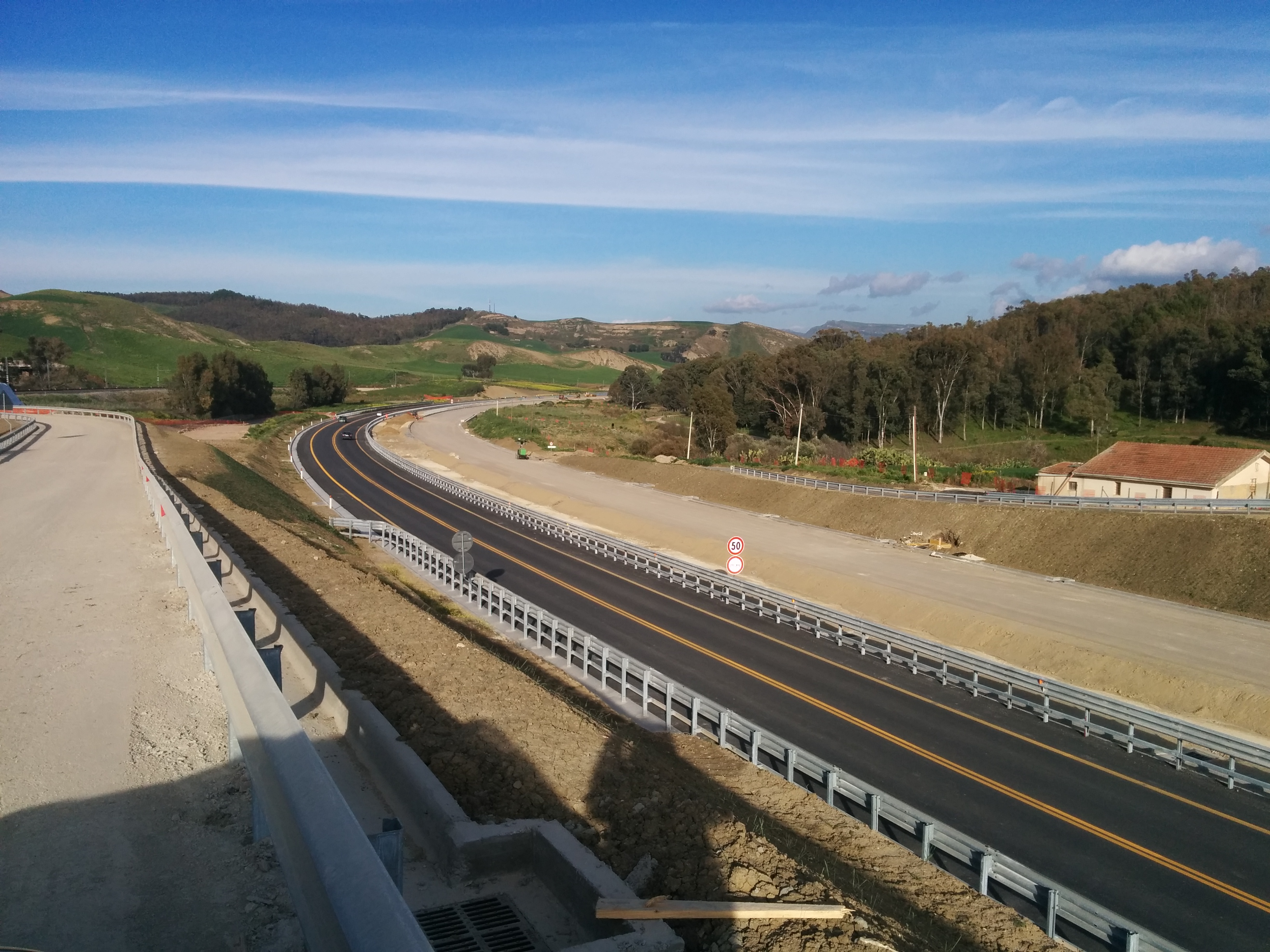
Tronçon communément appelé « bratella » à Arenella, avec la seule chaussée vers Agrigente temporairement ouverte à la circulation dans les deux sens (mars 2016).

L'adaptation du deuxième grand lot à la route extra-urbaine principale, de Canicattì à la jonction avec l'A19, est financée à hauteur de 990 millions d'euros par le CIPE. Seize viaducs, neuf tunnels et six jonctions sont prévus pour ce tronçon. Tout en suivant globalement l'ancien tracé, la nouvelle artère présentera quelques variantes de tronçons dont le plus important est celui entre les nouvelles jonctions de Caltanissetta sud et Caltanissetta nord, ce qui permettra d'éviter le centre habité par la construction d'un nouveau tunnel, appelé « Caltanissetta » (it), à l'ouest de la ville, et la construction de nouveaux viaducs et tunnels au nord de celui-ci qui seront parallèles aux trois viaducs existants (San Giuliano d'une longueur de 1 140 m, La Spia de 420 m et Xirbi de 348 m, tous trois conçus par l'ingénieur Silvano Zorzi) mais à une altitude plus basse. La nouvelle artère rejoindra le tracé de l'actuelle près de la jonction Caltanissetta-Xirbi sur la SS 122 bis qui sera réaménagée et servira de jonction pour Caltanissetta Nord. L'ensemble de l'ancien tracé desservira la ville de Caltanissetta : le tronçon entre la jonction sud de Caltanissetta en construction et la jonction centre actuelle de Caltanissetta sera équipé d'un îlot de signalisation et d'un éclairage, et sa gestion sera dévolue à la Commune de Caltanissetta ; le reste sera confié à la Province.
Les travaux débutent officiellement le 16 avril 2012 avec la cérémonie de pose de la première pierre. Les 5 premiers km du deuxième lot, situé entre les sorties Caltanissetta Nord et Imera, dans le tronçon communément appelé « bratella », sont ouverts à la circulation le 8 juillet 2016. Pour permettre la construction de ce tronçon et réaliser les travaux plus rapidement et en toute sécurité, la bretelle entre les sorties de Xirbi et Imera est fermée du 18 septembre 2014 au 21 mars 2016, date à laquelle l'unique chaussée en direction de Caltanissetta est provisoirement aménagée pour la circulation dans les deux sens. La réouverture du tronçon, initialement prévue après quelques mois, est reportée à plusieurs reprises. Pendant les 17 mois de fermeture, le trafic est ensuite dévié sur la route nationale 640 et sur la route nationale 626, tous deux à voie rapide, sur lesquels il y eut une augmentation significative du trafic, et par conséquent des accidents de la route. Le 25 septembre 2017, 8,5 nouveaux kilomètres sont ouverts à la circulation entre les quartiers Grottarossa et Favarella. Le 19 janvier 2018, un autre tronçon de 2,5 km entre Favarella et Bigini est inauguré, qui a remplacé, en variante, l'ancienne chaussée sur laquelle était située la sortie pour San Cataldo.
À partir du second semestre 2018, les travaux ralentissent fortement en raison de la crise financière qui frappe la société CMC di Ravenna, la principale entreprise s'occupant de la construction de l'ouvrage, et qui en décembre 2018 demande à accéder à l'accord préventif.
L'impasse est débloquée en décembre 2019, lorsque les travaux sont confiés au « Consorzio Italia », qui regroupe les entreprises redevables au CMC di Ravenna. Quelques jours plus tôt, l'ouverture d'un court tronçon dans la localité de Favarella (Caltanissetta) a permis de supprimer la dernière déviation entre Agrigente et Caltanissetta, permettant de parcourir entièrement le trajet entre les deux villes sur la nouvelle artère.
Les travaux se sont donc concentrés sur le versant nord, et fin 2020 le viaduc Salso est ouvert à la circulation, mais avec une seule chaussée - entre la jonction avec l'A19 et la jonction avec la SS 626 - avec un rond-point temporaire pour remplacer l'ancienne sortie d'autoroute, et une section à la sortie nord de Caltanissetta.
Début 2022, les travaux se concentrent autour de l'embranchement sur l'autoroute A19, entrant dans sa configuration définitive et d'un tronçon de 2 km près de la ville de Caltanissetta, avec une route de liaison temporaire de 800 mètres qui le relie à l'ancienne route près du tunnel de Sant'Elia,.

## Nouvelle route ANAS 388 ex SS 640 de Porto Empedocle

La nouvelle route ANAS 388.

La nouvelle route ANAS 388 ex SS 640 de Porto Empedocle (NSA 388) est une route nationale italienne, en attente d'un classement définitif. La route faisait partie de la SS 640 avant la construction d'une variante dans le quartier de Serra Cazzola dans le cadre des travaux de mise à niveau de la SS 640 à 4 voies. Elle démarre au carrefour d'Aquilata et se termine près du carrefour de Vecchia Dama, tous deux sur la SS 640. L'itinéraire se développe presque entièrement dans la commune de Canicattì, à l'exception d'un premier court tronçon dans la commune de Castrofilippo.

### Parcours
| ex SS 640 |                                                          |      |          |
| Type      | Indication                                               | km,  | Province |
|           | Carrefour Aquilata Strada degli Scrittori pour Racalmuto | 29,1 | AG       |
|           | Carrefour Aquilata Strada degli Scrittori                | 29,5 | AG       |
|           | pour Agrigentina                                         | 31,7 | AG       |
|           | route locale                                             | 34,5 | AG       |
|           | réseau routier coplanaire                                | 35,6 | AG       |
|           | Carrefour Vecchia Dama Strada degli Scrittori            | 36,1 | AG       |